# Andropogon koleostachys
Andropogon koleostachys är en gräsart som beskrevs av Ernst Gottlieb von Steudel. Andropogon koleostachys ingår i släktet Andropogon och familjen gräs. Inga underarter finns listade i Catalogue of Life.